# سيبيلية
خطأ لوا في وحدة:Navbar على السطر 58: عنوان غير صحيح العصر الحجري القديم.

 السيبيلية  هي ثقافة كانت موجودة في مصر ما قبل التاريخ تمتد من 13000 إلى 10000 قبل الميلاد. تعرف عليها الأثريون من النتائج الأولية لإدموند فينيار في عام 1919.

## الموقع
تُعرف الثقافة بالاسم الذي أطلقه إدموند فينيار ليجد أنه يقع في كوم أمبو على ضفاف نهر النيل منذ عام 1919 واستمر حتى عشرينيات القرن الماضي.
عُثر على تسعة مواقع من قبل ماركس في منطقة وادي حلفا. تقع فيندورف على بعد ثلاثة كيلومترات تقريبًا من أبو سمبل. تقع الثقافة في مجملها فقط على مقربة من النيل ، من وادي حلفا إلى قنا.

## التاريخ السابق
تشتهر الثقافة بالاسم الذي أطلقه إدموند فيجنارد على ما عثر عليه في كوم امبو على ضفاف نهر النيل من عام 1919 وحتى العشرينيات من القرن العشرين. وقد تم تأريخ الثقافة التي أنتجت ما تم العثور عليه على أنها تعود للفترة بين حوالي 13000 وحتى 10000 قبل الميلاد (فيجنارد 1923) وقد أشارت السمات الرسمية لما تم العثور عليه في هذه الفترة إلى حدوث تطوير للأساليب حدث على ثلاث مراحل. المرحلة السيبيلية الأولى كانت أقرب رسميًا إلى حضارة الموسترويد فيما يتعلق بأطراف الأدوات، باستخدام أسلوب يشبه صناعة ليفالوا اعتمادًا على صخر الديوريت، مع وجود القليل من الميكروبيورين بشكل أثري. المرحلة السيبيلية الثانية and III كان يتم عمل الأدوات باستخدام تقنية تشير إلى صناعة الشفرة الصغيرة التي غيرت المواد التي كان يتم توفيرها للإنتاج إلى حجر الصوَّان مع العثور على عدد أكبر بكثير من البيورين الصغير
وقد تم إعادة تعريف الصناعة لتحمل اسم السيبيلية  اعتمادًا على هذا النوع المصنف من قبل - ألا وهو النوع الأول، والذي تم وصفه من قبل على أنه منتج بشكل سيئ، ربما نتيجة ضروريات الفرص العرضية للمجموعات المشاركة في أنشطة الصيد (بوتزر 1997).

## الاكتشافات التالية
يُشير تحديد التاريخ عن طريق الجيولولجيا إلى أن الصناعة قد ظهرت في الفترة بين 15000 وحتى 10500 قبل الميلاد (بوتزر وهانسن 1968) رغم أن الصناعة صُنفت بعد ذلك على أنها فريدة من نوعها حيث أنها ظهرت أثناء عام 13000 (بوتزر 1997). وقد عثر إيه ماركس على تسعة مواقع في منطقة وادي حلفا، وتوصل ويندورف إلى ثلاثة مواقع على بعد حوالي 10 كيلومترات من أبو سمبل. وكانت تلك الثقافة تتواجد برمتها بالقرب من النيل، حيث كانت تتواجد بين وادي حلفا إلى قنا.
وقد أشار علم الآثار بعد ذلك إلى السيبيلية على أنها قد ظهرت أثناء نفس الفترات الزمنية التي ظهرت بها صناعات السلسلة (سلسلة) والسيبقيون في صعيد مصر، والتي ظهرت في عام 12000 قبل الميلاد، وربما قبل ذلك.
وكانت المظاهر الغذائية الواضحة في هذا الوقت من النوع الذي قد يتوقعه الشخص من سكان شبه مستقرين يعيشون بالقرب من نهر النيل، مثل السمك، وبشكل أقل تكرارًا، التماسيح والسلاحف.

## التحليل
تم توجيه الانتقادات إلى تحليل فينيار، وأعاد كل من بي أي إل سميث وفكري حسن تقييمها بعد ذلك رغم أنه ينظر إليها على أنها قد منحت قبلة الحياة لمجال التحقيقات المعاصرة في مجال غير معروف حتى الآن (أو كل ما يدور حوله تكهنات) لمصر ما قبل التاريخ.